# Chorabrawa
Chorabrawa (biał. Хорабрава, ros. Хороброво) – przystanek kolejowy w pobliżu miejscowości Staroje Chorabrawa, w rejonie orszańskim, w obwodzie witebskim, na Białorusi. Leży na linii Moskwa - Mińsk - Brześć.